# Calophyllum bifurcatum
Espèce
Statut de conservation UICN

 VU D2 : Vulnérable
Calophyllum bifurcatum est une espèce de plantes à fleurs de la famille des Clusiaceae.

## Publication originale
- Journal of the Arnold Arboretum 61: 545. 1980.